# Goh Chui Ling
Goh Chui Ling (* 27. November 1992) ist eine singapurische Leichtathletin, die im Sprint sowie im Mittel- und Langstreckenlauf an den Start geht. Sie ist aktuelle Rekordhalterin im 1500-Meter-Lauf.

## Sportliche Laufbahn
Erste internationale Erfahrungen sammelte Goh Chui Ling im Jahr 2013, als sie bei den Südostasienspielen in Naypyidaw im 400-Meter-Lauf mit 59,46 s in der ersten Runde ausschied. Im Jahr darauf nahm sie erstmals an den Asienspielen in Incheon teil und schied dort ebenfalls mit 58,56 s im Vorlauf aus und erreichte mit der singapurischen 4-mal-400-Meter-Staffel in 3:49,97 min den achten Platz. 2015 belegte sie bei den Südostasienspiele in Singapur in 57,48 s den sechsten Platz über 400 Meter und wurde mit der Staffel mit 3:40,58 min Vierte. 2017 schied sie bei den Asienmeisterschaften in Bhubaneswar mit 62,90 s im 400-Meter-Hürdenlauf in der Vorrunde aus. Anschließend erreichte sie bei den Südostasienspielen in Kuala Lumpur im Hürdenlauf in 63,28 s Rang acht und erreichte mit der Staffel in 3:47,69 min erneut den vierten Platz.
2019 nahm sie an den Asienmeisterschaften in Doha über 800 und 1500 Meter teil. Während sie im 800-Meter-Lauf mit 2:11,66 min in der Vorrunde ausschied, erreichte sie über 1500 Meter in 4:48,22 min Rang 17. Im Dezember wurde sie bei den Südostasienspielen in Capas in 2:12,47 min Fünfte über 800 Meter. 2022 gewann sie bei den Südostasienspielen in Hanoi in 4:33,41 min die Bronzemedaille über 1500 Meter hinter den Vietnamesinnen Nguyễn Thị Oanh und Khuất Phương Anh und im 10.000-Meter-Lauf sicherte sie sich in 39:22,00 min ebenfalls die Bronzemedaille und musste sich dort den Vietnamesinnen Phạm Thị Hồng Lệ und Lò Thị Thanh geschlagen geben. Zudem belegte sie in 2:11,79 min den vierten Platz über 800 Meter. Sie erhielt nachträglich die Bronzemedaille über 800 Meter und rückte über 1500 Meter auf den Silberrang vorm nachdem Khuất Phương Anh wegen eines Dopingverstoßes disqualifiziert worden war. Im Jahr darauf gewann sie bei den Südostasienspielen in Phnom Penh in 2:09,15 min die Bronzemedaille über 800 Meter hinter den Vietnamesinnen Nguyễn Thị Thu Hà und Bùi Thị Ngân. Auch über 1500 Meter gewann sie in 4:26,33 min die Bronzemedaille hinter den Vietnamesinnen Nguyễn Thị Oanh und Bùi Thị Ngân. Anschließend belegte sie bei den Asienmeisterschaften in Bangkok in 4:31,28 min den achten Platz über 1500 Meter und verpasste über 800 Meter mit 2:09,81 min den Finaleinzug. Im Oktober gelangte sie bei den Asienspielen in Hangzhou mit 4:29,62 min auf Rang zwölf über 1500 Meter und wurde über 800 Meter im Vorlauf disqualifiziert.

## Persönliche Bestleistungen
- 400 Meter: 56,72 s, 27. März 2021 in Singapur
- 800 Meter: 2:07,79 min, 3. Juni 2023 in Regensburg
- 1500 Meter: 4:26,33 min, 9. Mai 2023 in Phnom Penh (singapurischer Rekord)
- 5000 Meter: 17:55,47 min, 23. Januar 2021 in Singapur
- 10.000 Meter: 36:35,88 min, 26. März 2022 in Regensburg
- 400 m Hürden: 62,56 s, 20. Mai 2016 in Taoyuan